# NGC 7552
NGC 7552（也稱為IC 5294）是位於天鶴座的一個棒旋星系。它與地球的距離大約是6,000萬光年，它可見的尺度大約是75,000光年的跨度。它與其它的螺旋星系合稱為天鶴四重奏。

## 觀測的歷史
NGC 7552最早是在1826年被詹姆士·敦洛普發現並報告的，約翰·赫歇爾將它登錄在星雲和星團總表，序號為3977。然而路易斯·斯威夫特在1897年10月22日報告在這個星系旁9角秒處發現一個星系，並以IC 5294的序號偏入索引星表中。

## 構造
NGC 7552是一個棒旋星系，有兩條螺旋臂形成一個假的外環。這個星系的傾角大約是28°，幾乎是以正面朝向我們。其中一條螺旋臂非常明顯，而另外一條不明顯的則充滿了塵埃。這條螺旋臂內塵土飛揚
，並且在其中鑑測到4個巨大的電離氫區 。在盤面上也有許多電離氫區，不對稱的散佈著。

### 星暴環
在1994年，Forbes 等人觀察到有許多布拉克γ線與熱點，是半徑1,000秒差距星暴環的一部分。他們也檢測到一個小尺度的分子棒和一個大的分子物質儲藏所，但是目前沒影證據顯示其核心有活動的跡象。這個環的寬度超過100秒差距。
核心北部的環比較明亮，其中的恆星都是年輕的族群  Brandl等人使用近紅外和中紅外線觀察環中主要和突出的9處結構，他們確認星群的恆星年齡範圍介於550萬至630萬年間。這些星簇的總亮度為 2.1 x 1010 L⊙，佔星暴環的75%。在環中觀測到許多超新星的遺跡。用甚大天線陣觀測46.9MHz的無線電波和澳大利亞望遠鏡緻密陣列的觀測，顯示有三個半徑分別為1,000、1,900和3,400秒差，由恆星形成的環。

## 星系群
NGC 7552屬於NGC 7582星系群，也稱為天鶴星系群的一員。這個群的成員包括螺旋星系NGC 7599、NGC 7590、NGC 7582，它們與NGC 7552組成天鶴四重奏。從NGC 7582延伸到NGC 7552的氫原子顯示彼此間有巨大的潮汐力，表明它們是相互間有著互動的小組成員，然而 NGC 7552沒有高度擾動的型態。

## 外部連結
- WikiSky上关于NGC 7552的内容：DSS2, SDSS, GALEX, IRAS, 氢α, X射线, 天文照片, 天图, 文章和图片